# Jiaozi Xue Shan
Le Jiaozi Xue Shan (littéralement « montagne enneigée Jiaozi ») est une montagne de Chine culminant à 4 330 mètres d'altitude, dans la province du Yunnan, et constituant le point culminant des monts Gongwang. C'est un sommet ultra-proéminent. Il appartient au bassin versant du Yangtsé qui s'écoule à 20 kilomètres au nord-ouest du sommet.